# Phelsuma seippi
Espèce
Statut de conservation UICN

 EN B1ab(iii) : En danger
Statut CITES
Phelsuma seippi est une espèce de geckos de la famille des Gekkonidae.

## Répartition
Cette espèce est endémique de la région de Diana à Madagascar.

## Description
C'est un gecko diurne et arboricole assez longiligne, il a le corps et la queue de couleur jaune-orange pale. L'avant de la tête présente deux lignes rouges, avec du vert-bleu plus soutenu.

## Étymologie
Cette espèce est nommée en l'honneur de Robert Seipp.

## Publication originale
- Meier, 1987 : Vorläufige Beschreibung einer neuen Art der Gattung Phelsuma von Madagaskar. Salamandra, vol. 23, p. 204-211.